# Butyn (Ukraine)
Butyn (ukrainisch Бутин; russisch Бутин Butin, polnisch Butyń) ist ein Dorf im Norden der ukrainischen Oblast Ternopil mit etwa 600 Einwohnern (2001).

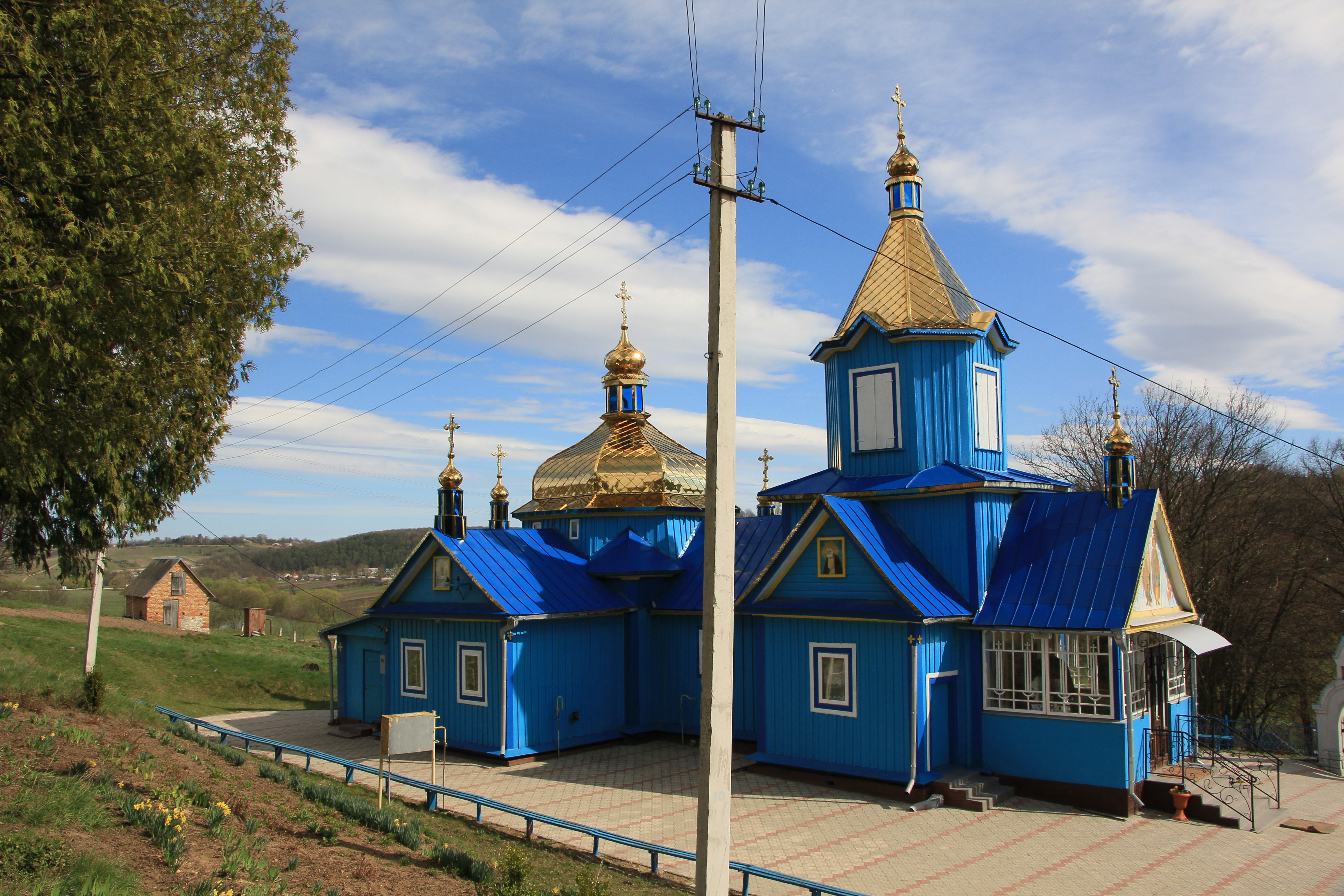
Holzkirche des Erzengels Michael im Dorf

Die Ortschaft mit einer Fläche von 9,203 km² liegt im Rajon Kremenez am linken Ufer der Horyn und gehört administrativ zur Siedlungsgemeinde von Wyschniwez, bis 2016 war sie eine eigenständige Landratsgemeinde (Бутинська сільська рада/Butynska silska rada) im Rajon Sbarasch.
Seit dem 17. Juli 2020 ist sie ein Teil des Rajons Kremenez.